# Jenny Kher Lazarus
Jenny Kher Lazarus   (Appenheim, 11 de març de 1895 - Barcelona, 11 de desembre de 1942) Fou una dona jueva alemanya, víctima de la persecució nazi i de la repressió franquista. Es suïcidà a la Presó de Dones de les Corts, la nit abans de ser expulsada d'Espanya per ser lliurada a la Gestapo.

## Biografia
Nascuda a la petita localitat d'Appenheim, a la regió del Palatinat, el seu cognom de soltera era Lazarus. En casar-se, va adoptar el cognom del marit Nathan Richard Kher, dotze anys més gran i comerciant de professió, amb el qual va tenir dues filles, Ursula i Marianne. La família va anar a viure a Kaiserslautern, on el marit i el cunyat es dedicaven a la compra-venda de cereals. Nathan Kher va ser representant de la comunitat jueva en un context polític extremadament perillós, sobretot després de l'atemptat contra Ernst Von Rath que va desencadenar el pogrom conegut com la Nit dels Vidres Trencats.
A l'inici de la Segona Guerra Mundial, fugint dels conflictes fronterers amb França, es van traslladar a Mannheim. El Novembre 1939, arran de l'atemptat fallit contra Hitler, es van produir batudes massives de jueus, malgrat que no hi estaven involucrats i l'autor era Geord Elser, d'ideologia comunista. Nathan Kher va ser detingut i el seu rastre es va perdre per sempre. Segons Alfred Schwerin, supervivent de l'Holocaust, que va viure els fets, tot fa suposar que no va sobreviure a la presó.
A finals d'octubre de 1940, més de sis mil cinc-cents jueus de les regions de Baden i Palatinat, entre els quals hi havia Jenny Kher i la seva mare, van ser enviats al camp de Gurs, essent la única vegada que l'Alemanya nazi va deportar jueus a França, fet que va provocar les protestes del Govern de Vichy.
A partir de l'agost de 1942, els presoners que van sobreviure (la mare, Elisabetha Lazarus, havia mort al cap de vint dies) van començar a ser enviats als camps d'extermini. Jenny Kher va aconseguir fugir amb dotze persones més.
El 8 d'octubre, acompanyada de Max Regensburger, que va presentar a les autoritats espanyoles com el seu promès, va ser detinguda per la policia de fronteres a Coll de Nargó, quan havien aconseguit travessar els Pirineus. El governador de Lleida va decretar que fossin enviats al camp de concentració de Miranda de Ebro, però en no haver-hi espai per a les dones, Jenny Kher, inscrita amb l'apel·latiu Sara, per la seva condició de jueva apàtrida, va ser enviada provisionalment a les presons de Logronyo i Lleida, amb una ordre d'expulsió. El 10 novembre 1942, trobant-se en trànsit cap a la presó de Figueres, va pernoctar a la Presó de dones les Corts de Barcelona, on la matinada del dia 11 va ser trobada morta a les dutxes, penjada amb el seu cinturó. Va ser enterrada a la fossa comuna del Cementiri de Montjuïc el 17 de desembre de 1942.
Marianne i Ursula, les filles de Jenny i Nathan Kher, havien pogut ser ser evacuades a Anglaterra el 1940. Marianne va ser enviada des de Liverpool al Quebec i Ursula a Boston. Més tard es van poder reunir a Nova York, on el 1943 van rebre la tràgica notícia de la mort de la seva mare.